# 브라이언 보스워스

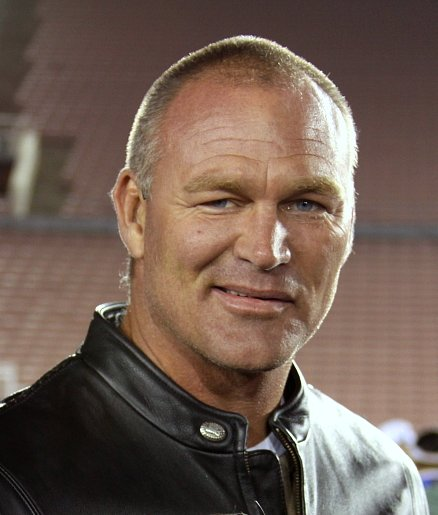

브라이언 보스워스(Brian Bosworth, 1965년 3월 9일 ~ )는 미국의 배우, 영화배우이다.
오클라호마시티에서 태어났다.

## 영화
- 신을 믿습니까? (2015년) - 조이 역
- 블랙 라이더 (2014년)
- 레벌레이션 로드2 (2013년)
- 레벌레이션 로드 (2013년) - 호그 역
- 롱기스트 야드 (2005년) - 가너 역
- 데들리 컨스피러시 (2001년)
- 마하 2 (2001년)
- 오퍼레이터 (2000년)
- 쓰리 킹즈 (1999년)
- 미드나잇 히트 (1996년)
- 스필 (1996년)
- 터프 바스타드 (1995년)
- 스톤 콜드 (1991년)